# チェコ放送

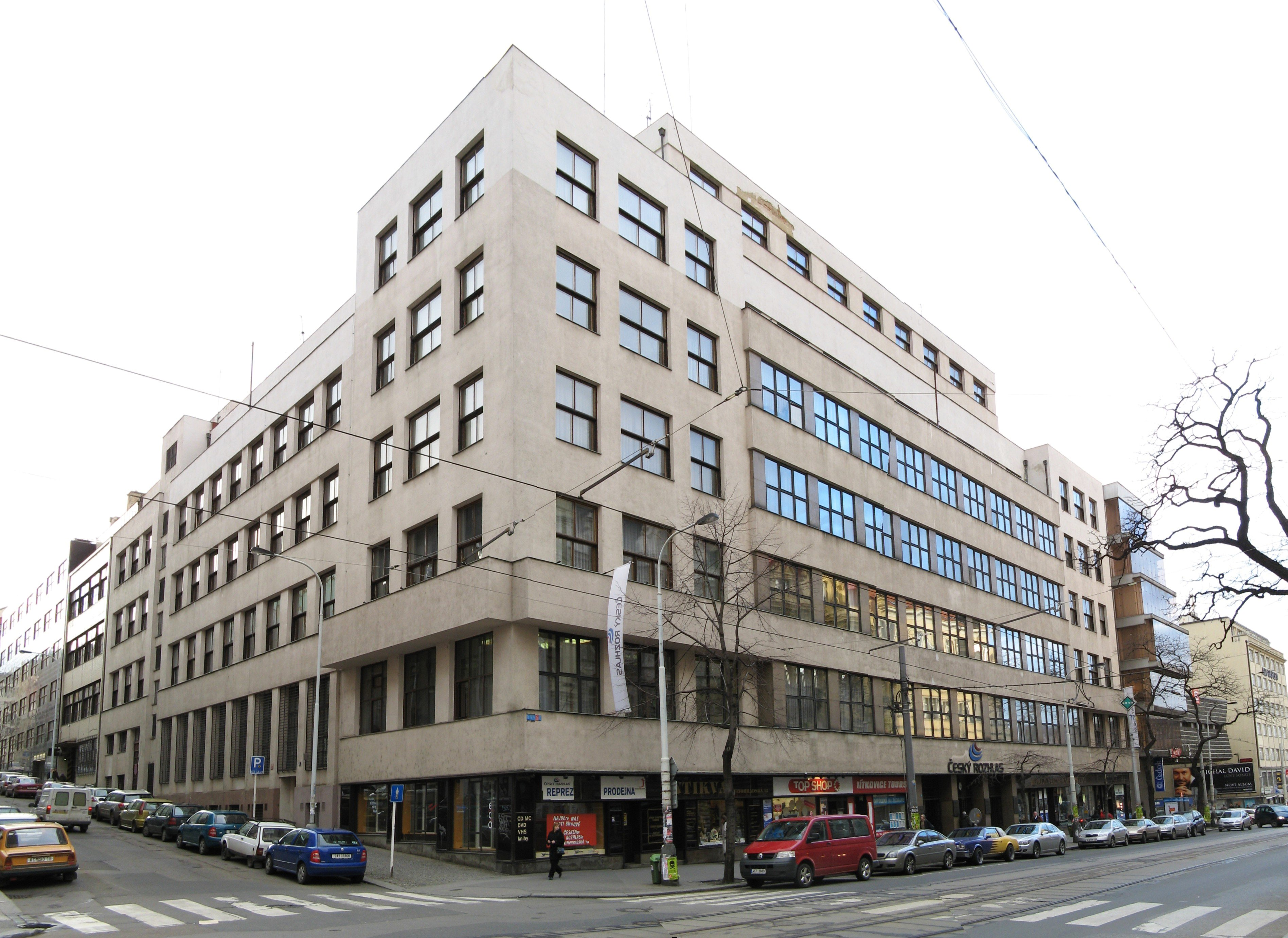
プラハ・ビノフラディ通りにあるチェコ放送（旧チェコスロバキア放送）ビル

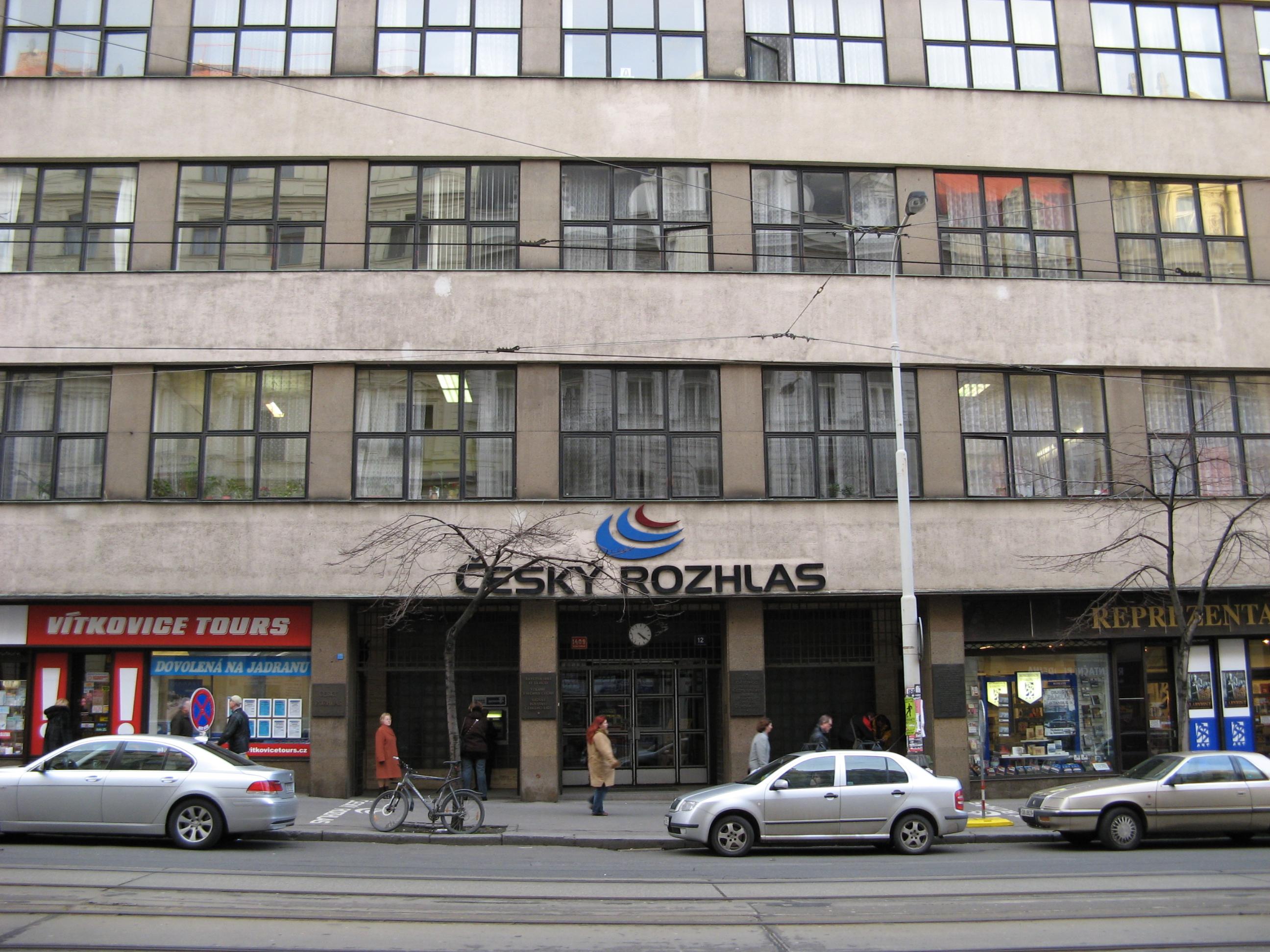
プラハのチェコ放送ビル・入口

チェコ放送（Český rozhlas、略称ČRo）は、 チェコの公共ラジオ放送事業者。1923年に公共放送を開始した国営チェコスロバキア放送（Československý rozhlas）のチェコ共和国内のラジオ放送局を承継して1993年1月1日に現在の形となった。欧州放送連合（EBU）に加盟している。

## 放送系統
ほぼ全ての放送をインターネット上でストリーミング放送している。

### FM放送
すべての局がFM放送であるが、周波数変換により中波放送あり。
- ČRo 1 – Radiožurnál: ニュース・情報
- ČRo 2 – Praha: トーク、ファミリー向け
- ČRo 3 – Vltava: 文化、アート、クラシック音楽
- ČRo 5: 12の地域向けチャンネル。すべてFM放送。
  - ČRo Brno
  - ČRo České Budějovice
  - ČRo Hradec Králové
  - ČRo Liberec
  - ČRo Olomouc
  - ČRo Ostrava
  - ČRo Pardubice
  - ČRo Plzeň
  - ČRo Regina
  - ČRo Region, Středočeský kraj
  - ČRo Region, Vysočina
  - ČRo Sever

### AM放送
- ČRo 6: 時事問題の分析、解説。（18:00～24:00の6時間放送）

### デジタル放送
- ČRo 4 – Radio Wave: 青少年・若年層向け
- ČRo Rádio Česko: ニュース・情報
- ČRo D-Dur: クラシック音楽
- ČRo Leonardo: 科学と教育

### 短波放送（海外向け）
- ČRo 7 – Radio Praha International: 6言語による海外向け短波放送